# Ак-Турпак (Баткенский район)
Ак-Турпак (кирг. Ак-Турпак) — село в Баткенском районе Баткенской области Кыргызстана. Входит в состав айылного аймака Торт-Гуль.

## География
Село расположено в центральной части области, на левом берегу реки Сох, вблизи государственной границы с Узбекистаном, на расстоянии приблизительно 22 километров (по прямой) к северо-востоку от города Баткена, административного центра области и района. Абсолютная высота — 854 метра над уровнем моря.

## Население
Согласно оценочным данным Национального статистического комитета Кыргызской Республики, численность населения села на начало 2023 года составляла 1320 человек.
| год     | 2009 | 2014 | 2015 | 2020 | 2021 | 2023 |
| ------- | ---- | ---- | ---- | ---- | ---- | ---- |
| человек | 1211 | 1021 | 1072 | 1248 | 1274 | 1320 |